# San Marinees voetbalelftal onder 16 (mannen)
Het San Marinees voetbalelftal voor mannen onder 16 is een voetbalelftal voor spelers onder de 16 jaar dat San Marino vertegenwoordigt op internationale toernooien. Het elftal speelt onder andere wedstrijden voor het Europees kampioenschap voetbal onder 16.

## Prestaties op internationale toernooien

### Europees kampioenschap
| Europees kampioenschap voetbal mannen onder 16 | Europees kampioenschap voetbal mannen onder 16 | Europees kampioenschap voetbal mannen onder 16 | Europees kampioenschap voetbal mannen onder 16 | Europees kampioenschap voetbal mannen onder 16 | Europees kampioenschap voetbal mannen onder 16 | Europees kampioenschap voetbal mannen onder 16 | Europees kampioenschap voetbal mannen onder 16 | Europees kampioenschap voetbal mannen onder 16 | Europees kampioenschap voetbal mannen onder 16 |
| Jaar                                           | Ronde                                          | Wed.                                           | W                                              | G                                              | V                                              | DV                                             | DT                                             | KW                                             |                                                |
| ---------------------------------------------- | ---------------------------------------------- | ---------------------------------------------- | ---------------------------------------------- | ---------------------------------------------- | ---------------------------------------------- | ---------------------------------------------- | ---------------------------------------------- | ---------------------------------------------- | ---------------------------------------------- |
| 1982–1986                                      | Geen UEFA-lid                                  | Geen UEFA-lid                                  | Geen UEFA-lid                                  | Geen UEFA-lid                                  | Geen UEFA-lid                                  | Geen UEFA-lid                                  | Geen UEFA-lid                                  | Geen UEFA-lid                                  |                                                |
| 1987                                           | Geen deelname                                  | Geen deelname                                  | Geen deelname                                  | Geen deelname                                  | Geen deelname                                  | Geen deelname                                  | Geen deelname                                  | Geen deelname                                  |                                                |
| 1988                                           | Niet gekwalificeerd                            | Niet gekwalificeerd                            | Niet gekwalificeerd                            | Niet gekwalificeerd                            | Niet gekwalificeerd                            | Niet gekwalificeerd                            | Niet gekwalificeerd                            | kwalificatie                                   |                                                |
| 1989                                           | Geen deelname                                  | Geen deelname                                  | Geen deelname                                  | Geen deelname                                  | Geen deelname                                  | Geen deelname                                  | Geen deelname                                  | Geen deelname                                  |                                                |
| 1990                                           | Niet gekwalificeerd                            | Niet gekwalificeerd                            | Niet gekwalificeerd                            | Niet gekwalificeerd                            | Niet gekwalificeerd                            | Niet gekwalificeerd                            | Niet gekwalificeerd                            | kwalificatie                                   |                                                |
| 1991–1992                                      | Geen deelname                                  | Geen deelname                                  | Geen deelname                                  | Geen deelname                                  | Geen deelname                                  | Geen deelname                                  | Geen deelname                                  | Geen deelname                                  |                                                |
| 1993                                           | Niet gekwalificeerd                            | Niet gekwalificeerd                            | Niet gekwalificeerd                            | Niet gekwalificeerd                            | Niet gekwalificeerd                            | Niet gekwalificeerd                            | Niet gekwalificeerd                            | kwalificatie                                   |                                                |
| 1994–1996                                      | Geen deelname                                  | Geen deelname                                  | Geen deelname                                  | Geen deelname                                  | Geen deelname                                  | Geen deelname                                  | Geen deelname                                  | Geen deelname                                  |                                                |
| 1997                                           | Niet gekwalificeerd                            | Niet gekwalificeerd                            | Niet gekwalificeerd                            | Niet gekwalificeerd                            | Niet gekwalificeerd                            | Niet gekwalificeerd                            | Niet gekwalificeerd                            | kwalificatie                                   |                                                |
| 1998                                           | Niet gekwalificeerd                            | Niet gekwalificeerd                            | Niet gekwalificeerd                            | Niet gekwalificeerd                            | Niet gekwalificeerd                            | Niet gekwalificeerd                            | Niet gekwalificeerd                            | kwalificatie                                   |                                                |
| 1999                                           | Niet gekwalificeerd                            | Niet gekwalificeerd                            | Niet gekwalificeerd                            | Niet gekwalificeerd                            | Niet gekwalificeerd                            | Niet gekwalificeerd                            | Niet gekwalificeerd                            | kwalificatie                                   |                                                |
| 2000                                           | Geen deelname                                  | Geen deelname                                  | Geen deelname                                  | Geen deelname                                  | Geen deelname                                  | Geen deelname                                  | Geen deelname                                  | Geen deelname                                  |                                                |
| 2001                                           | Niet gekwalificeerd                            | Niet gekwalificeerd                            | Niet gekwalificeerd                            | Niet gekwalificeerd                            | Niet gekwalificeerd                            | Niet gekwalificeerd                            | Niet gekwalificeerd                            | kwalificatie                                   |                                                |
| Toernooi ging verder als EK onder 17.          |                                                |                                                |                                                |                                                |                                                |                                                |                                                |                                                |                                                |

### Wereldkampioenschap
| Wereldkampioenschap voetbal onder 16 overzicht | Wereldkampioenschap voetbal onder 16 overzicht | Wereldkampioenschap voetbal onder 16 overzicht | Wereldkampioenschap voetbal onder 16 overzicht | Wereldkampioenschap voetbal onder 16 overzicht | Wereldkampioenschap voetbal onder 16 overzicht | Wereldkampioenschap voetbal onder 16 overzicht | Wereldkampioenschap voetbal onder 16 overzicht |
| Jaar                                           | Ronde                                          | Wed.                                           | W                                              | G                                              | V                                              | DV                                             | DT                                             |
| ---------------------------------------------- | ---------------------------------------------- | ---------------------------------------------- | ---------------------------------------------- | ---------------------------------------------- | ---------------------------------------------- | ---------------------------------------------- | ---------------------------------------------- |
| 1985                                           | Geen deelname                                  | Geen deelname                                  | Geen deelname                                  | Geen deelname                                  | Geen deelname                                  | Geen deelname                                  | Geen deelname                                  |
| 1987                                           | Geen deelname                                  | Geen deelname                                  | Geen deelname                                  | Geen deelname                                  | Geen deelname                                  | Geen deelname                                  | Geen deelname                                  |
| 1989                                           | Geen deelname                                  | Geen deelname                                  | Geen deelname                                  | Geen deelname                                  | Geen deelname                                  | Geen deelname                                  | Geen deelname                                  |
| Toernooi ging verder als WK onder 17.          |                                                |                                                |                                                |                                                |                                                |                                                |                                                |

FSGC · A-internationals · Bondscoaches · Statistieken · San Marino U21 · San Marino U19 · San Marino U18 · San Marino U17 · San Marino U16
1986 – 1989 · 1990 – 1999 · 2000 – 2009 · 2010 – 2019 · 2020 – 2029
2000 · 2001 · 2002 · 2003 · 2004 · 2005 · 2006 · 
Albanië · 
Andorra ·
Azerbeidzjan ·
België · 
Bosnië en Herzegovina · 
Bulgarije ·
Canada ·
Cyprus ·
Denemarken ·
Duitsland · 
Engeland · 
Estland · 
Faeröer · 
Finland · 
Gibraltar · 
Griekenland · 
Hongarije · 
Ierland · 
IJsland ·
Israël · 
Italië · 
Kaapverdië ·
Kazachstan ·
Kosovo ·
Kroatië · 
Letland · 
Libanon · 
Liechtenstein · 
Litouwen · 
Luxemburg ·
Malta ·
Moldavië ·
Montenegro ·
Nederland · 
Noord-Ierland · 
Noorwegen ·
Oekraïne ·
Oostenrijk · 
Polen · 
Roemenië · 
Rusland · 
Saint Kitts en Nevis ·
Saint Lucia ·
Schotland · 
Servië en Montenegro · 
Seychellen ·
Slovenië · 
Slowakije · 
Spanje · 
Syrië ·
Tsjechië · 
Turkije · 
Wales · 
Wit-Rusland · 
Zweden · 
Zwitserland
Nederland (2011)
Albanië · Andorra · Armenië · Azerbeidzjan · België · Bosnië · Bulgarije · Cyprus · Denemarken · Duitsland · Duitse Democratische Republiek · Engeland · Estland · Faeröer · Finland · Frankrijk · Georgië · Griekenland · Hongarije · Ierland · IJsland · Israël · Italië · Joegoslavië · Kroatië · Letland · Liechtenstein · Litouwen · Luxemburg · Malta · Moldavië · Nederland · Noord-Ierland · Noord-Macedonië · Noorwegen · Oekraïne · Oostenrijk · Polen · Portugal · Roemenië · Rusland · San Marino · Schotland · Slovenië · Slowakije · Sovjet-Unie · Spanje · Tsjechië · Tsjecho-Slowakije  · Turkije · Wales · Wit-Rusland · Zweden · Zwitserland